# Dicranomyia (Dicranomyia) niveifusca
Dicranomyia (Dicranomyia) niveifusca is een tweevleugelige uit de familie steltmuggen (Limoniidae). De soort komt voor in het Australaziatisch gebied.